# Archie Heslop
Archibald Sorbie Heslop (27 tháng 1 năm 1903 – 1962) là một cầu thủ bóng đá người Anh thi đấu ở vị trí outside right. Ông thi đấu tại Football League cho cả Burnley và Luton Town.